# Eduard Blumer

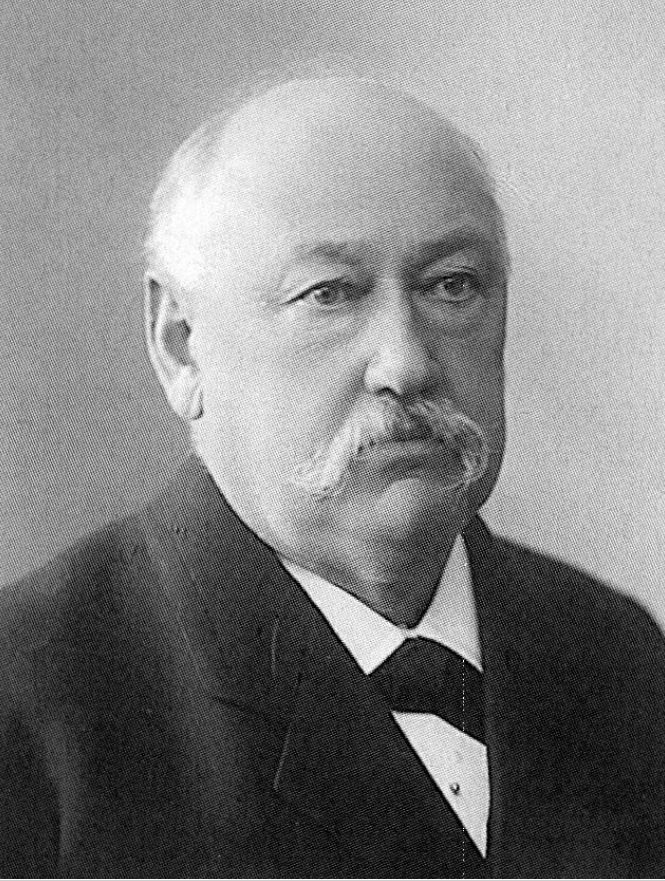
Eduard Blumer

Eduard Blumer (* 10. Februar 1848 in Thon, Gemeinde Schwanden; † 7. Oktober 1925 in Schwanden) war ein Schweizer Politiker. Er war ein Mitglied der Demokratischen Partei des Kantons Glarus und Landammann von Glarus (1887–1925).

## Herkunft und Ausbildung
Blumer entstammte einer Unternehmerfamilie der Textilbranche. Sein Vater, Peter Blumer-Zweifel, war Industrieller und gehörte dem Appellationsgericht an. Die Familie wohnte im Obern Blumerhaus im Thon, oberhalb von Schwanden.
Blumer besuchte die Schule in Schwanden und anschliessend die Kantonsschule in St. Gallen. Dort schloss er Freundschaft mit Theodor Curti, der später Regierungsrat und Nationalrat wurde und dem er lebenslang verbunden blieb. Für das Handelshaus P. Blumer & Jenny war er anschliessend bis 1867 in Ancona tätig, bis er mit seinen beiden Brüdern die Baumwolldruckerei Gebr. Blumer & Cie. im Wyden in Schwanden gründete.

## Politische Karriere

### Beginn als Landrat und Aufstieg zum Ständerat und Landesstatthalter
Als 24-Jähriger wurde Blumer in den damaligen dreifachen Landrat gewählt. Mit seinem Schwager, Peter Jenny, Nationalrat und später Ständerat, Daniel Tschudi, Landrat und Richter, und anderen gründete er 1874 die Zeitung Der Freie Glarner. Im gleichen Jahr stellte er den Antrag zur Abschaffung der Todesstrafe. 1877 wurde er im Alter von 29 Jahren von der Landsgemeinde zum Ständerat gewählt. Blumer war damals der jüngste Parlamentarier in der Bundesversammlung und stand in Opposition zum einflussreichen Zürcher Nationalrat Alfred Escher. 1884 wählte die Landsgemeinde Blumer in die Standeskommission. Diese Kommission des dreifachen Landrates gehörte zwar dem Parlament an, war aber die eigentliche Regierung des Kantons Glarus. Blumer wurde direkt als Landesstatthalter gewählt und wurde damit Stellvertreter des damaligen Landammanns Esajas Zweifel, der den zweiten Glarner Sitz im Ständerat bekleidete. Damit war Blumer in den höchsten Landesämtern angekommen. Er führte die Opposition gegen das Ratsherrentum, welches von den Altliberalen dominiert wurde.

### Tätigkeit als Ständerat
Im Ständerat setzte sich Blumer für das eidgenössische Fabrikgesetz ein, welches massgeblich durch die Fabrikgesetzgebung des Kantons Glarus geprägt wurde. Er gehörte keiner Fraktion an und politisierte mit seinen demokratisch-sozialpolitischen Anliegen eher links. Daneben galt er als Experte in Handels- und Zollfragen, was dazu führte, dass er 1881 und später 1886 und 1890 vom Bundesrat mit Verhandlungen mit dem Deutschen Reich beauftragt wurde.

### Glarner Verfassungsreform und Wahl zum Landammann
Blumer war ein entschiedener Gegner des Ratsherrentums, dem seit der Glarner Verfassung von 1837 geltenden System. Die Verfassung von 1837 brachte zwar die Überwindung der konfessionellen Teilung des Landes Glarus und führte Glarus ins liberale Lager, enthielt aber viele Konzessionen an die vorher geltende Ordnung. So bestand der damalige dreifache Landrat neben den 68 Landräten aus 34 Ratsherren, die von den Tagwen gewählt wurden und den neun Mitgliedern der Standeskommission als eigentliche Regierung. Bereits 1863, 1864, 1875, 1876 und 1881 waren Anträge auf Revision der Verfassung eingereicht worden, aber jeweils gescheitert. 1886 reichte Blumer, immerhin selbst schon Landesstatthalter, einen Memorialsantrag auf eine Totalrevision ein. Dasselbe tat Nationalrat Niklaus Tschudi. Es folgte eine äusserst hitzige Auseinandersetzung zwischen den Altliberalen, die gegen die Verfassungsrevision eintraten, angeführt von Landammann Esajas Zweifel und der demokratischen Opposition um Blumer. Erstere wurden publizistisch von der Neuen Glarner Zeitung unterstützt, während die Demokraten den Freien Glarner hinter sich wussten. Die Sitzung des Landrates ergab 49 Stimmen für und 49 Stimmen gegen die Revision. Mit Stichentscheid von Landammann Esajas Zweifel, der damals von Amtes wegen auch dem dreifachen Landrat vorstand, wurde die Revision im ablehnenden Sinn der Landsgemeinde vorgelegt. Die Landsgemeinde von 1887 hiess die Verfassungsrevision dann jedoch gut und schaffte damit den Regierungsrat, der fortan nicht mehr dem Parlament angehörte und den Landrat, bestehend aus 67 Mitgliedern. Der «Rath» als Relikt von vor der Verfassung von 1837 wurde abgeschafft.
Die neue Verfassung von 1887 stellte den bis dahin grössten Erfolg Blumers dar. Unerwartet erklärte Landammann Esajas Zweifel noch an der Landsgemeinde seinen Rücktritt. Als Nachfolger wurde umgehend Blumer vorgeschlagen, der nach einhelliger Wahl annahm und fortan und bis zu seinem Tod Landammann war. Dieses neue Amt veranlasste Blumer, 1888 als Ständerat zurückzutreten, um sich voll den kantonalen Aufgaben widmen zu können.

### Eduard Blumer als Landammann

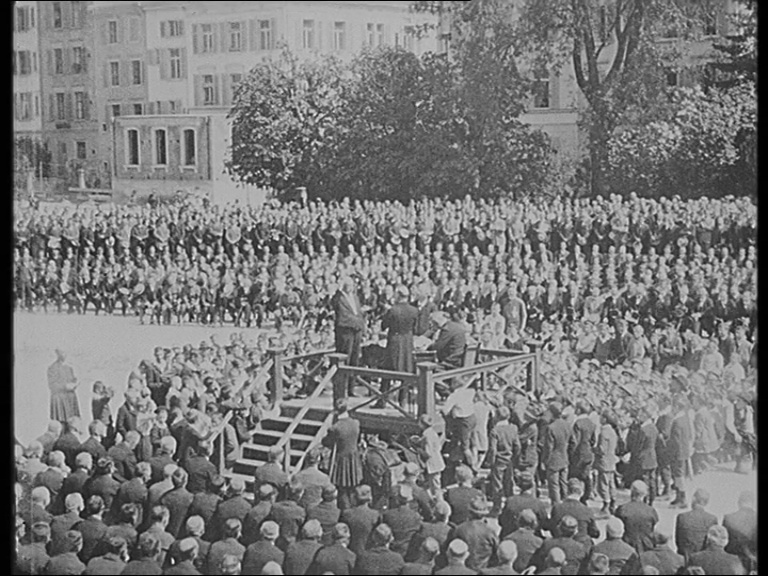
Landammann Blumer leitet die Landsgemeinde 1923, Standbild aus einem Dokumentarfilm

Blumer blieb anschliessend bis zu seinem Tod 1925 Landammann. Er leitete 39 Landsgemeinden und prägte die Glarner Politik über Jahrzehnte. Während seiner Zeit als Landammann und damit oberstem Chef der Verwaltung des Kantons Glarus erfolgte die Gründung der Glarner Kantonalbank (1883 umgesetzt) und die Gründung der kantonalen Krankenanstalt (1888 umgesetzt). Neben der Verfassungsrevision von 1887 war jedoch eindeutig die Einführung der obligatorischen kantonalen Alters- und Invalidenversicherung (AIV) von 1916 das grösste Vermächtnis Blumers. Der Kanton Glarus war damit Vorreiter für die eidgenössische AHV. Die AIV war das erste Sozialwerk dieser Art in der Schweiz.
Am Ende seiner Amtszeit wurde, obwohl Blumer äusserst populär war, seine lange Amtszeit thematisiert. Die neue Opposition der Sozialdemokraten kritisierte den früheren Reformer Blumer – trotz grossem Respekt für dessen Verdienste – dafür. Die Landsgemeinde 1919 führte eine Amtszeitbeschränkung ein, die jedoch, bewusst um Blumer zu schonen, erst ab der nächsten Amtszeit gelten sollte. Blumer konnte damit bis 1925 im Amt bleiben und verstarb in diesem Jahr als Landammann, nachdem er einen Hirnschlag erlitten hatte.

### Erneute Tätigkeit auf Bundesebene als Nationalrat

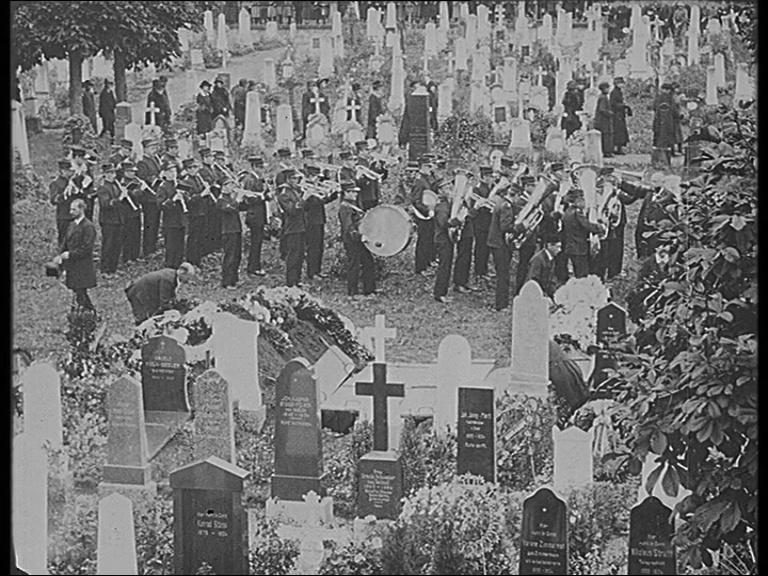
Bestattungsfeier in Schwanden am 10. Oktober 1925, Standbild aus einem Dokumentarfilm

1899 wurde Blumer als Nachfolger seines verstorbenen Parteifreundes Kaspar Schindler zum Nationalrat gewählt. Dort setzte sich Blumer für eine Alters- und Hinterlassenenversicherung ein und befürwortete Monopole des Bundes im Eisenbahnwesen. Blumer schloss sich keiner Fraktion an, was 1902 wohl seine Wahl zum Bundesrat verhinderte. Er wurde von der sozialpolitischen Gruppe vorgeschlagen, unterlag aber relativ knapp mit 78 gegen 85 Stimmen dem liberalen Ludwig Forrer. Die Freiburger Liberté schrieb dazu:

„Wie hätte er sich von seiner Landsgemeinde trennen können, an der er König ist, Prediger und Prophet.“

Blumer war Befürworter der Volkswahl des Bundesrates und lehnte den Beitritt zum Völkerbund entschieden ab. Ebenso war er ein Gegner der Einführung des Proporzes bei den Nationalratswahlen, weil er zu starke Parteien und den Rückgang der Unabhängigkeit der Ratsmitglieder fürchtete. Den ersten nach Proporz gewählten Nationalrat präsidierte er jedoch, da er für die Amtsperiode 1919/1920 zum Nationalratspräsidenten gewählt wurde. Die Wiederwahl im Proporzsystem schaffte er 1919 und 1922. Er gehörte dem Nationalrat bis 1925 an und verstarb im Amt, kurz vor Ablauf der damals dreijährigen Legislatur.